# Katholieke Kerk in Oostenrijk

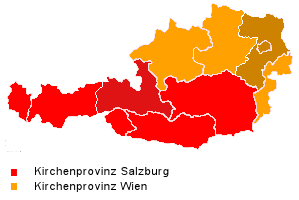
De twee kerkprovincies in Oostenrijk: Salzburg en Wenen

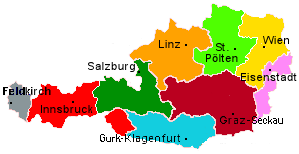
Katholieke bisdommen in Oostenrijk sinds 1968

De Katholieke Kerk in Oostenrijk maakt deel uit van de wereldwijde Katholieke Kerk, onder het leiderschap van de paus en de Curie.
De Katholieke Kerk telt in Oostenrijk twee kerkprovincies:
1. Kerkprovincie Salzburg. Bestaat uit: Aartsbisdom Salzburg, Bisdom Feldkirch, Bisdom Graz-Seckau, Bisdom Gurk, Bisdom Innsbruck.
2. Kerkprovincie Wenen. Bestaat uit: Aartsbisdom Wenen, Bisdom Eisenstadt, Bisdom Linz, Bisdom Sankt Pölten.

Daarnaast zijn er twee immediata. Deze staan onder gezag van de Heilige Stoel:
1. Abdij Wettingen-Mehrerau
2. Militair ordinariaat

De huidige voorzitter van de Oostenrijkse bisschoppenconferentie is Franz Lackner.
De meerderheid van de Oostenrijkse bevolking is katholiek alhoewel het aantal katholieken jaarlijks afneemt. Volgens de Oostenrijkse katholieke kerk was in 2022 52,0% van de Oostenrijkers lid van deze kerk.

## Geschiedenis
De aanwezigheid van het christendom kan al van het jaar 174 aangetoond worden en de geschiedenis van Oostenrijk is dan ook sterk vervlochten met die van het christendom.
De Reformatie heeft in Oostenrijk, dat behoorde tot het Habsburgse Rijk, geen invloed gehad en de katholieke historie is er derhalve goed bewaard gebleven.
In 1933 werd de verhouding tussen de Katholieke Kerk en de staat geregeld in een concordaat. Dit concordaat werd buiten werking gesteld na de aansluiting bij Duitsland maar in 1957 in principe opnieuw erkend en daarna op verscheidene punten herzien en aangevuld.
Van 7 tot 10 september 2007 bracht Paus Benedictus XVI een driedaags pastoraal bezoek aan Oostenrijk ter gelegenheid van het 850-jarig jubileum van het Maria-bedevaartsoord Mariazell, ten zuidoosten van Wenen. Daarbij bracht hij ook een bezoek aan het herdenkingsmonument voor de Weense slachtoffers van de Holocaust. Zijn bezoek in Wenen bij het herdenkingsmonument heeft diepe indruk achter gelaten bij de Oostenrijkse Joodse gemeenschap. Anderhalf jaar na zijn bezoek aan Mariazell werd de paus benoemd tot ereburger van deze gemeente.

## Huidige situatie Oostenrijkse Kerk
| 1951 | 6.933.905 | 6.170.084 | 89,0% |
| 1961 | 7.073.807 | 6.295.075 | 89,0% |
| 1971 | 7.491.526 | 6.548.316 | 87,4% |
| 1981 | 7.555.338 | 6.372.645 | 84,3% |
| 1991 | 7.795.786 | 6.081.454 | 78,0% |
| 2001 | 8.032.926 | 5.915.421 | 73,6% |
| 2011 | 8.408.121 | 5.403.722 | 64,3% |
| 2021 | 8.978.929 | 4.827.683 | 53,8% |
| 2022 | 9.106.126 | 4.733.174 | 52,0% |

Volgens de volkstelling van 2001 was in dat jaar 73,6% van de Oostenrijkers als zodanig geregistreerd. Net als in andere landen in Europa daalt het aantal christenen. Volgens de Oostenrijkse Katholieke Kerk waren er in 2011 5,4 miljoen katholieken terwijl er 10 jaar eerder in 2001 nog bijna vijfhonderdduizend meer waren, een afname met vijftigduizend per jaar. Het aantal katholieken neemt de laatste paar jaren sneller af door de golf van "kirchenaustritte", naar verwachting tachtigduizend in 2010 nog verder is afgenomen. De zondagse kerkgang in oostenrijk daalt jaarlijks en is in 2018 gedaald naar 553.875 deelnemers (6,3% van de totale bevolking). In het bisdom Wenen is het aantal katholieken in 2014 gedaald naar 45,9% van de bevolking (1.246.608 op een totale bevolking van 2,713.222).

## Bedevaartsoorden en pelgrimstochten
In Oostenrijk is er een uitgebreid netwerk van bedevaartstochten naar het bedevaartsoord Mariazell in de Steiermark. Een van de bekendste routes naar Mariazell is de Via Sacra, die vertrekt vanuit het Wienerwald in Niederösterreich.
Het Oostenrijkse deel van de Sint-Jacobsweg werd uitvoerig beschreven door Peter Lindenthal. Eigenlijk gaat het hier om 3 verschillende wegen, waaronder een mooi gedeelte van de pelgrimsroute door Tirol, van Kufstein naar Innsbruck. Een andere traditionele weg is de Hemmaweg in Karinthië.

## Enkele Oostenrijkse zaligen en heiligen
- Florianus van Lorch ( - ca. 304)
- Remedius († rond 400)
- Hemma van Gurk (ca. 980 - 1045)
- Hilda van Salzburg († 1284), abdis van het benedictinessenklooster op de Nonnberg in Salzburg
- Clemens Hofbauer C.Ss.R. (1751-1820), de Apostel van Wenen
- Karl von Habsburg-Lotharingen (1887-1922), Keizer van Oostenrijk, koning van Hongarije

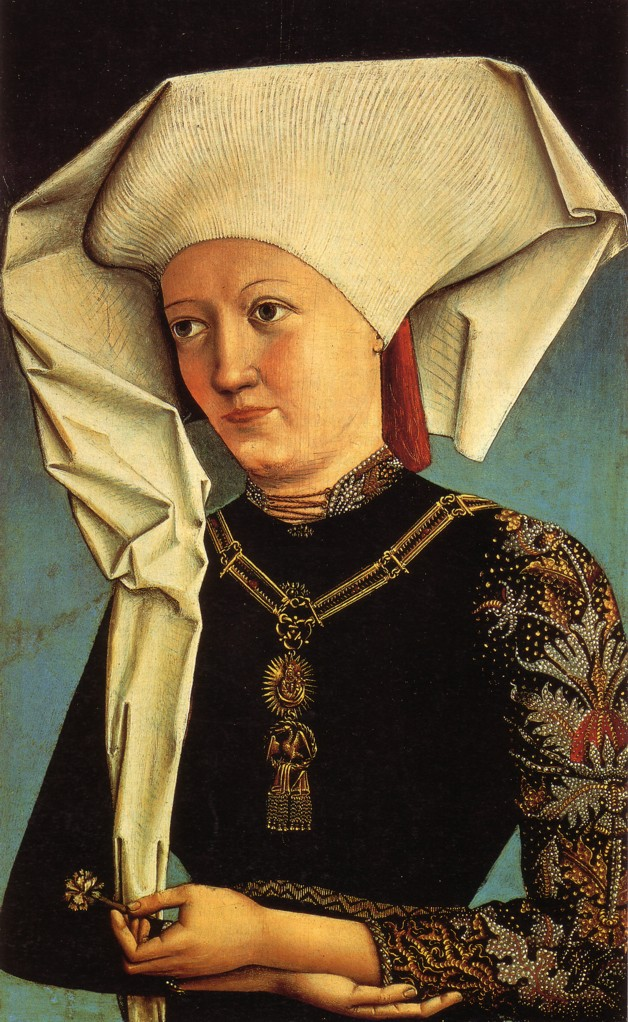
Hemma van Gurk (ca. 980 - 1045)

## Apostolische Nuntii sinds 1700

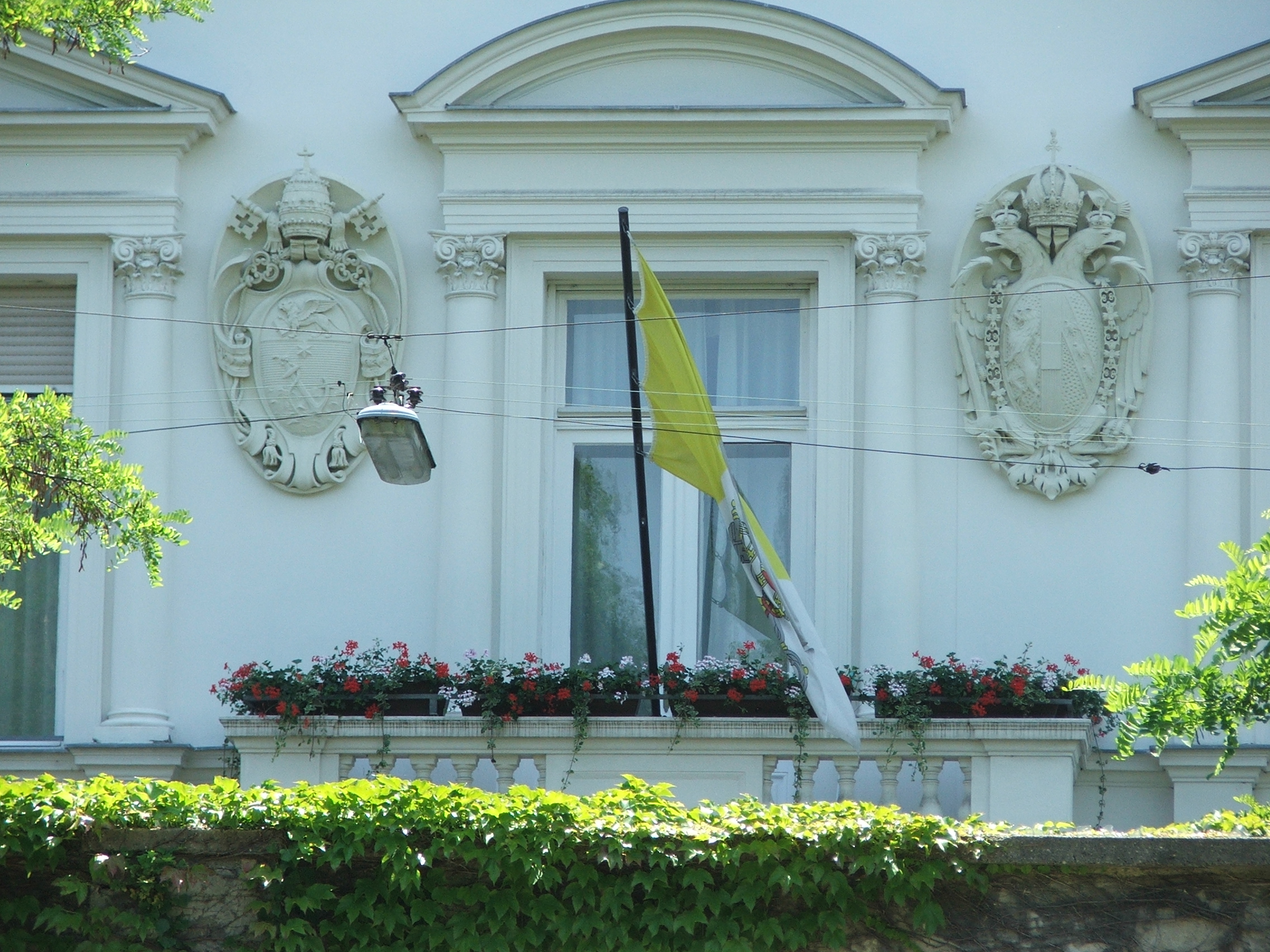
Apostolische Nuntiatuur in Wenen

- Gianantonio Davia (26 apr 1700 - 1705 )
- Giulio Piazza (15 dec 1709 - 21 jul 1710)
- Giorgio Spínola (26 mei 1713 - 20 jan 1721)
- Domenico Silvio Passionei (23 dec 1730 - 1738 )
- Camillo Paolucci (20 mei 1738 - 20 okt 1745)
- Antonio Eugenio Visconti (22 nov 1766 - 1773 )
- Giuseppe Garampi (16 maa 1776 - 20 mei 1776)
- Giovanni Battista Caprara Montecuccoli (14 feb 1785 - 11 aug 1800)
- Luigi Ruffo-Scilla (23 aug 1793 - 9 aug 1802)
- Antonio Gabriele Severoli (okt 1801 - 8 maa 1816)
- Paolo Leardi (23 sep 1816 - 31 dec 1823 gestorven)
- Ugo Pietro Spinola (14 nov 1826 - 1832 )
- Pietro Ostini (2 sep 1832 - 11 jul 1836)
- Lodovico Altieri (18 jul 1836 - 1845)
- Michele Viale-Prelà (7 mei 1845 - 28 sep 1855 )
- Antonio Saverio De Luca (9 sep 1856 - 28 dec 1864)
- Mariano Falcinelli Antoniacci, O.S.B. (14 aug 1863 - 1873)
- Luigi Jacobini (27 maa 1874 - 16 dec 1880 )
- Serafino Vannutelli (3 dec 1880 - 13 feb 1888)
- Luigi Galimberti (27 apr 1887 - 25 jun 1894)
- Antonio Agliardi (12 jun 1893 - 1896)
- Emidio Taliani (24 jul 1896 - 1903)
- Gennaro Granito Pignatelli di Belmonte (4 jan 1904 - 6 jan 1911)
- Alessandro Bavona ( 1911 - 19 jan 1912 )
- Raffaele Scapinelli di Leguigno (27 jan 1912 - 1916)
- Teodoro di Bonzo (13 sep 1916 - 6 maa 1920)
- Francesco Marchetti Selvaggiani (4 dec 1920 - 15 dec 1922)
- Enrico Sibilia (16 dec 1922 - 1935)
- Gaetano Cicognani (13 jun 1935 - 16 mei 1938 )

De diplomatieke banden werden opgeschort van de Anschluss tot 1946.
- Maurilio Silvani (4 nov 1946 - 22 dec 1947)
- Giovanni Battista Dellepiane (12 jan 1949 - 13 aug 1961)
- Opilio Rossi (25 sep 1961 - 10 dec 1976 )
- Mario Cagna (11 mei 1976 - 4 dec 1984 )
- Michele Cecchini (4 dec 1984 - 26 apr 1989 )
- Donato Squicciarini (1 jul 1989 - 8 okt 2002 )
- Giorgio Zur (8 okt 2002 - 26 jul 2005 )
- Edmond Farhat (26 jul 2005 - 14 jan 2009 )
- Peter Stephan Zurbriggen (14-01-2009 - 30-11-2018)
- Pedro López Quintana (04-03-2019 - heden)